# Grini

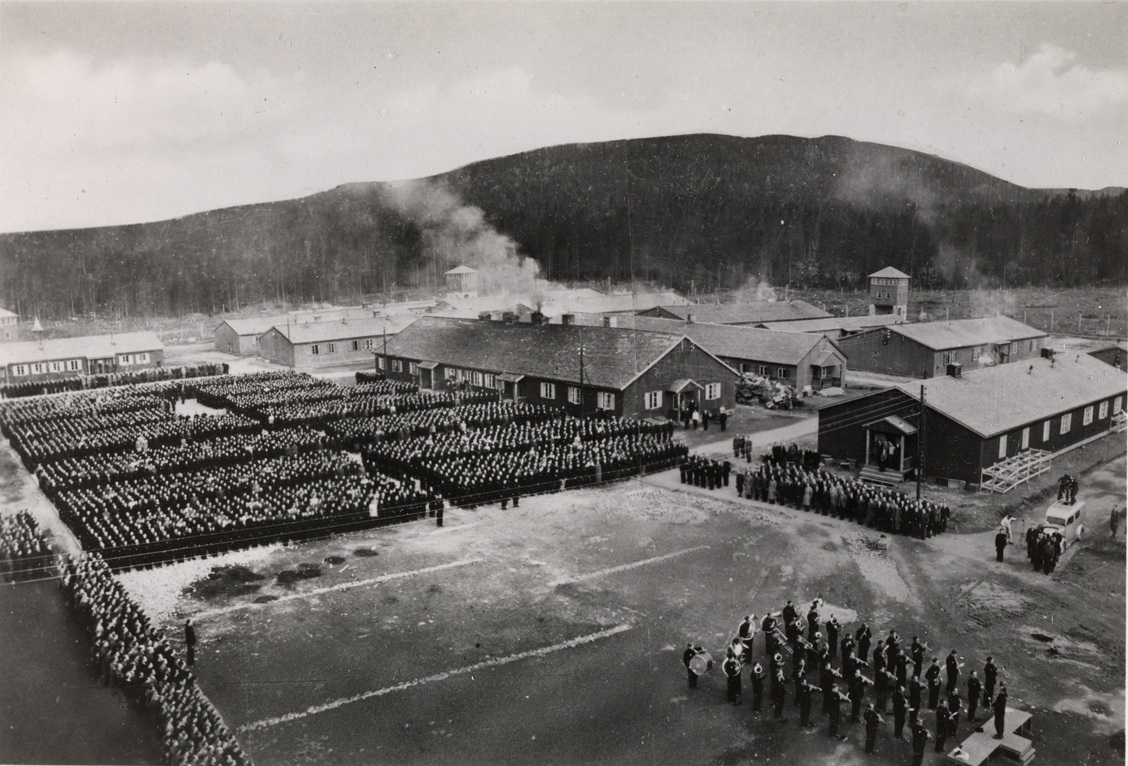
Sista uppställningen i lägret, 8 maj 1945.

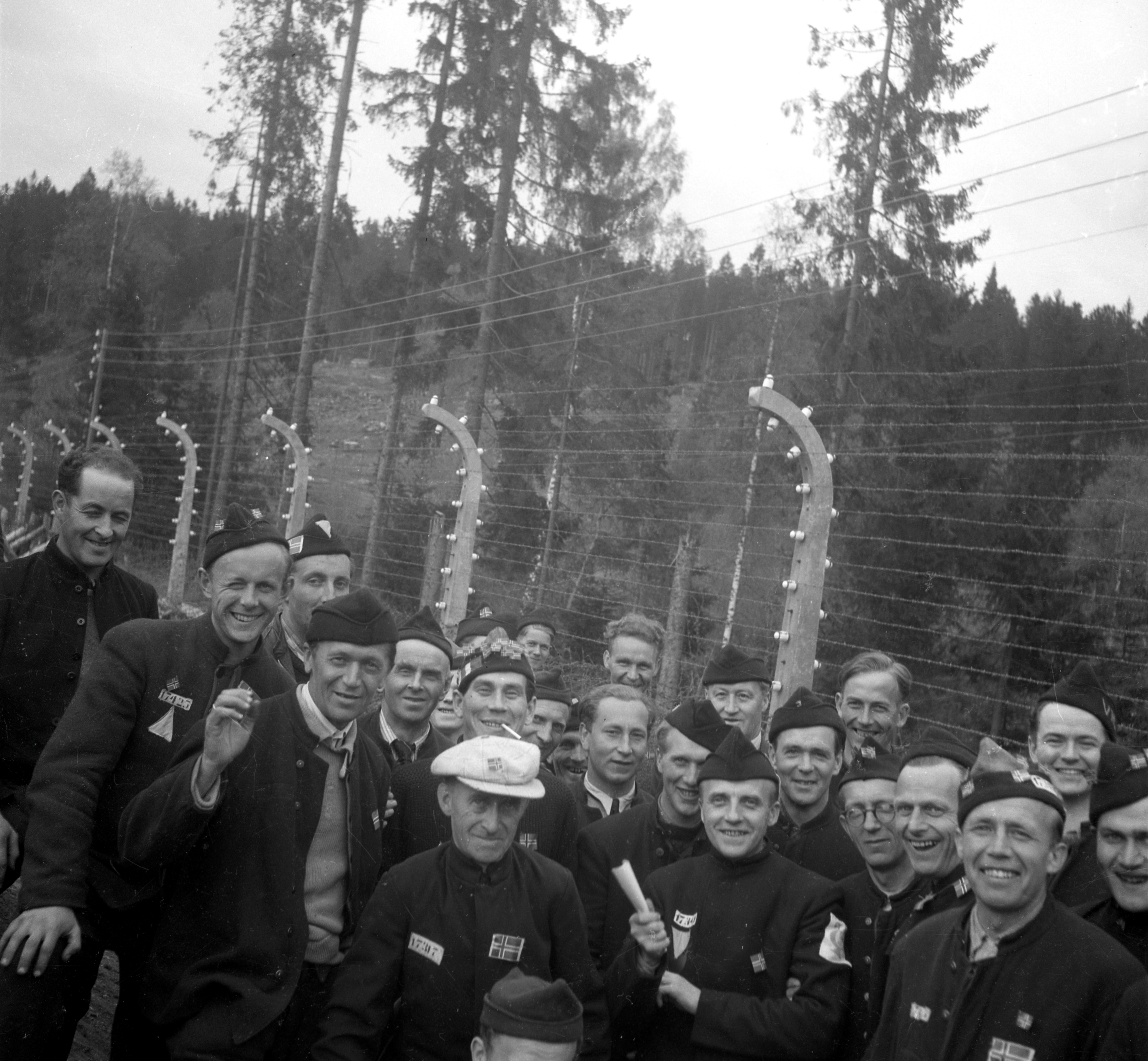
Norge blev fritt den 7 maj 1945, bilden visar befriade fångar.

Grini (norska: Grini fangeleir, tyska: Polizeihäftlingslager Grini), i östra delen av Bærums kommun utanför Oslo var åren 1941–1945 ett nazistiskt interneringsläger för politiska fångar.

## Historik
Grini uppfördes ursprungligen som ett kvinnofängelse 1938, men togs inte i bruk förrän kriget kom till Norge. Det togs i bruk 24 april 1940 som fångläger med cirka 700 fångar, främst norska officerare som hade tagits som krigsfångar. Den 14 juni 1941 fick Grini status som Polizeihäftlingslager, vilket inte var ett koncentrationsläger även om det fanns stora likheter. Det blev det största fånglägret i Norge under kriget och som mest satt här 5 400 fångar. Lägret drevs av SS och Gestapo och sammanlagt cirka 20 000 män och kvinnor internerades åren 1941–1945. Bland dem fanns medborgare från ett flertal europeiska länder. Av de 20 000 internerade blev cirka 3 400 deporterade till fängelser eller koncentrationsläger i Tyskland eller tyskockuperade områden, bland annat till Ravensbrück och Sachsenhausen. 
Åtta personer blev avrättade i Grini. Sex av dessa avrättades 21 juli 1944, dagen efter det misslyckade attentatet mot Hitler. Som vedergällning beordrades att 12 fångar i alla koncentrationsläger skulle avrättas. Av okänd anledning blev det bara sex i Grini, tre kvinnor och tre män.

## Politiska fångar (urval)
Flera kända norrmän satt i Grini på grund av sitt motstånd mot ockupationsmakten och Quisling-regimen.

- Trygve Bratteli, politiker, statsminister åren 1971–1972 och 1973–1976
- Edvard Bull den yngre, historiker
- Francis Bull, litteraturhistoriker
- Einar Gerhardsen, politiker, statsminister åren 1945–1951, 1955–1963 och 1963–1965
- Johan Borgen, författare, journalist och litteraturkritiker
- Ole Hallesby, teolog
- Didrik Arup Seip, språkforskare och universitetsrektor
- Birger Ruud, backhoppare
- Kristian Schreiner, anatom
- Johan H. Andresen
- Reidar Aulie
- Ingrid Bjerkås
- Anton Wilhelm Brøgger
- Ragnar Frisch
- Harald Grieg
- Odd Hassel
- Johan Bernhard Hjort
- Gunnar Jahn
- Per Krohg
- Odd Nansen
- Sigmund Ruud
- Hans Ryggen
- Kristian Schjelderup
- Henrik Sørensen
- Arnulf Øverland

Svenska nazistsympatisörer av icke-politiska orsaker som hölls fångna.
- Johnny Bode, kompositör och sångare
- Stig Cederholm, Åsa-Nisse-författare och SS-frivillig

## Utveckling efter kriget
Efter kriget, fram till början av 1950, användes lägret som fängelse för landsförrädare och kollaboratörer. Fängelset bytte då namn till Ilebu fengsel, för att markera att det var en ny kategori fångar som placerades här. Den 1 januari 1951 omvandlades fängelset till ett centralfängelse för vanliga fångar (det vill säga icke landsförrädare). Efter ett antal namnbyten heter det från 2002 Ila fengsel, forvarings- og sikringsanstalt.